# Saint-Loup (Creuse)
Saint-Loup – miejscowość i gmina we Francji, w regionie Nowa Akwitania, w departamencie Creuse.
Według danych na rok 1990 gminę zamieszkiwało 186 osób, a gęstość zaludnienia wynosiła 10 osób/km² (wśród 747 gmin Limousin Saint-Loup plasuje się na 443. miejscu pod względem liczby ludności, natomiast pod względem powierzchni na miejscu 372.).